# 後神

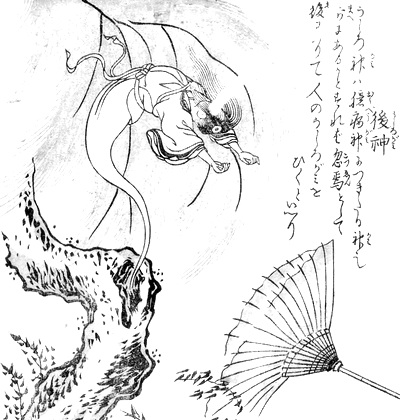
鳥山石燕『今昔百鬼拾遺』より「後神」

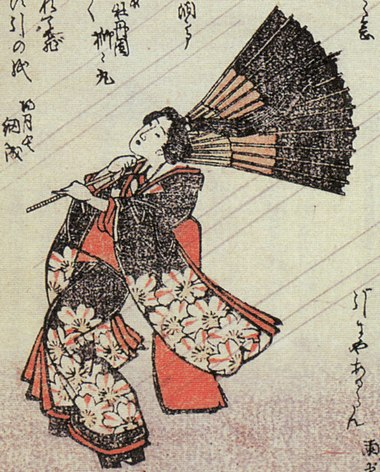
竜斎閑人正澄画『狂歌百物語』より「後髪」

後神（うしろがみ）は、鳥山石燕の妖怪画集『今昔百鬼拾遺』などにある日本の妖怪。

## 概要
『今昔百鬼拾遺』では頭頂部に一つ目を頂く女性の幽霊のような姿で描かれており、石燕による同書の解説文によれば、突然人の背後に現れて後ろ髪を引くものとしている。妖怪探訪家・村上健司はこれを、「後ろ髪（うしろがみ）を引かれる」と「神」との語呂合わせによる創作物としている。
江戸時代の狂歌本『狂歌百物語』では名称は「後髪（うしろがみ）」とされ、画図は後ろ髪をひかれる女性のみで、妖怪などは描かれていない（画像参照）。これは何かを決断して行動しようとする人間の心を、その決意よりもさらに強く思いとどまらせようとする心の動きや戸惑いなどを、一種の霊として表現したものと解釈されている。
井原西鶴の著書『西鶴織留』によれば、後神が三重県の伊勢神宮の宮に祀られており、親が子を勘当しようとしたとき、親の背後に立って気持ちをなだめるものとされる。
妖怪漫画家・水木しげるは「後ろ髪」と「後神」とは関連性のないものとし、岡山県津山地方に後神が現れた話を述べている。それによれば、臆病な女が夜道を歩いていたところ、突然現れた後神がその女の束ねた髪をくしゃくしゃに乱し、火のように熱い息を吹きかけたという。また、風を起こして傘を飛ばしたりして驚かしたり、冷たい手や熱い物を首筋につけたりするものともいう。
他にも戦後の文献によれば、臆病者や優柔不断な人間に取り憑く妖怪・臆病神（おくびょうがみ）の一つで、人が何かを行おうとして躊躇しているとき「やれ、やれ」などとそのかして、その者がいざ行動に出ようとすると、後ろに回って後ろ髪をひき、恐怖心や心残りを誘うものであり、震々、袖引小僧などもこの臆病神の一種だとの説もある。